# Florence Lake
Florence Lake (1 de enero de 1904 – 11 de abril de 1980) fue una actriz estadounidense, principalmente conocida por ser la protagonista femenina de los cortos cómicos del actor Edgar Kennedy.
Su verdadero nombre era Florence Silverlake, y nació en Charleston (Carolina del Sur), en el seno de una familia dedicada al espectáculo. Los padres de Florence habían sido acróbatas, con el nombre de "The Flying Silverlakes." El hermano menor de Florence, Arthur Silverlake, Jr., se hizo más adelante famoso como el cómico cinematográfico Arthur Lake.
Florence era pequeña, con una voz de tono alto que la hacía perfecta para interpretar papeles de boba. Ella personificaba lo impredecible en los cortos de Kennedy, interpretando a una esposa de pocas luces. Una vez finalizada la serie tras la muerte de Kennedy en 1948, ella siguió actuando tanto en el cine como en la televisión.
Falleció en 1980 en Los Ángeles, California.